# Hadik-kormány
Hadik János volt Magyarország történelmének legrövidebb ideig regnáló miniszterelnöke, ténylegesen mindössze 17 órán át volt hatalmon, 1918. október 30-án délelőtt 10 órától október 31-én hajnali három óráig, amikor az őszirózsás forradalom hatására lemondani kényszerült. Bár a miniszterelnök letette esküjét, mivel kormányának névsorát csak másnapra kívánta véglegesíteni, a Hadik-kormány meg sem alakulhatott.

## Története

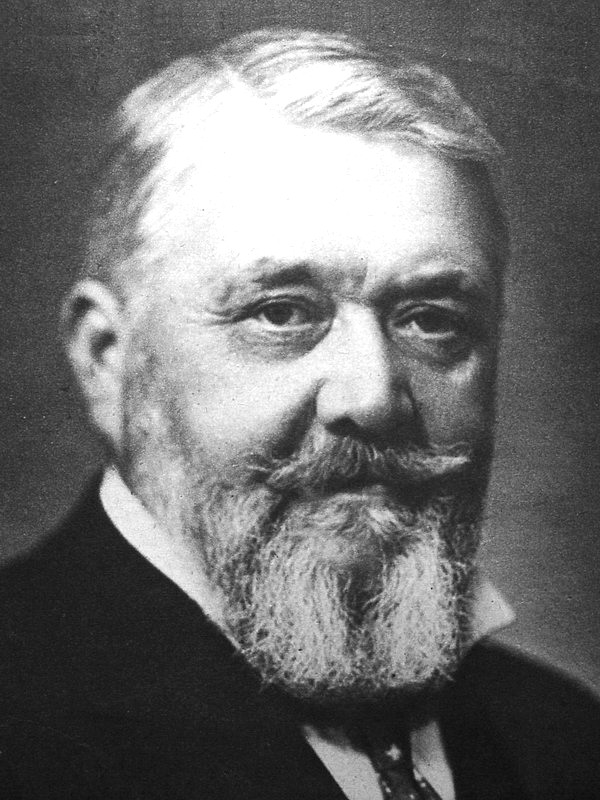
gróf Hadik János

1918. október 29-én, a forradalmi mozgalmak előretörésének megakadályozására, az uralkodó és a homo regiusként Budapesten tartózkodó Habsburg József főherceg  – az általános várakozással ellentétben – nem Károlyi Mihály grófot, hanem Hadik Jánost nevezte ki miniszterelnökké. Wekerle Sándor 1918. október 30-án délelőtt 10 órakor búcsúzott a miniszterelnökség tisztviselőitől, Hadik János pedig ekkor vette át a miniszterelnökség vezetését. Este 10-ig folytatta kormányalakítási tárgyalásait melynek eredményeképp hét tárcára sikerült minisztert találnia: Rakovszky István a király személye körüli miniszter, Návay Lajos belügyminiszter, Grünn János pénzügyminiszter, Fenyő Miksa kereskedelemügyi miniszter, Nagyatádi Szabó István földművelődésügyi miniszter, Huszár Károly vallás- és közoktatásügyi miniszter, báró Kürthy Lajos pedig közélelmezési miniszter lett volna. Az igazságügyi tárcát Bizony Ákosnak ajánlotta fel, aki másnapra ígért választ. A honvédelmi  állás betöltését Hadik ugyancsak másnapig függőben tartotta.
A nap folyamán azonban Budapesten tüntetés kezdődött, amely felkelésbe csapott át. A felkelők megakadályozták egy menetszázad frontra küldését, kiszabadították a politikai foglyokat, elfoglalták a katonai térparancsnokságot, valamint a fontosabb középületeket és elfogták a katonai parancsnokot. Október 30-ról 31-re virradó éjszaka a felfegyverzett tömegek elfoglalták a főváros stratégiailag fontos pontjait.
Az események miatt Hadik János október 31-én hajnali 3 órakor megbízatását visszaadta, kormányának kinevezésére már nem kerülhetett sor, így Hadik közzététel nélkül kinevezett, de már esküt nem tett miniszterelnökként gyakorlatilag egy napig – pontosabban 17 órán át – gyakorolta hivatali jogkörét. Október 31-én győzött az őszirózsás forradalom, Hadik miniszterelnöki megbízatása megszűnt, és József főherceg homo regius – IV. Károly király jóváhagyásával – Károlyit nevezte ki miniszterelnöknek. Károlyi tehát Hadik utódja volt a miniszterelnöki székben, a kormányok sorában azonban a Károlyi-kormány a Wekerle-kormányt követte.